# Группа C

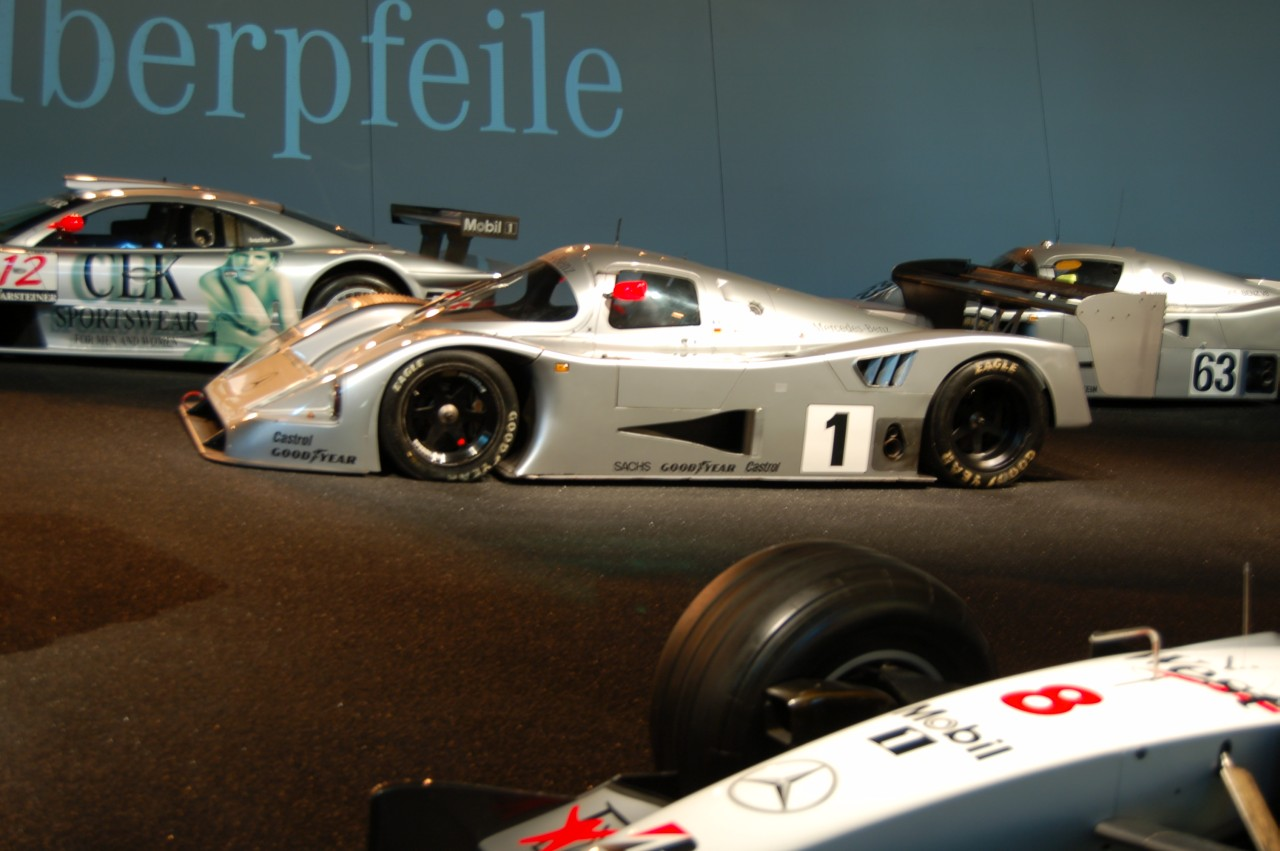
Заубер-Мерседес C11 в Музее Мерседес-Бенц.

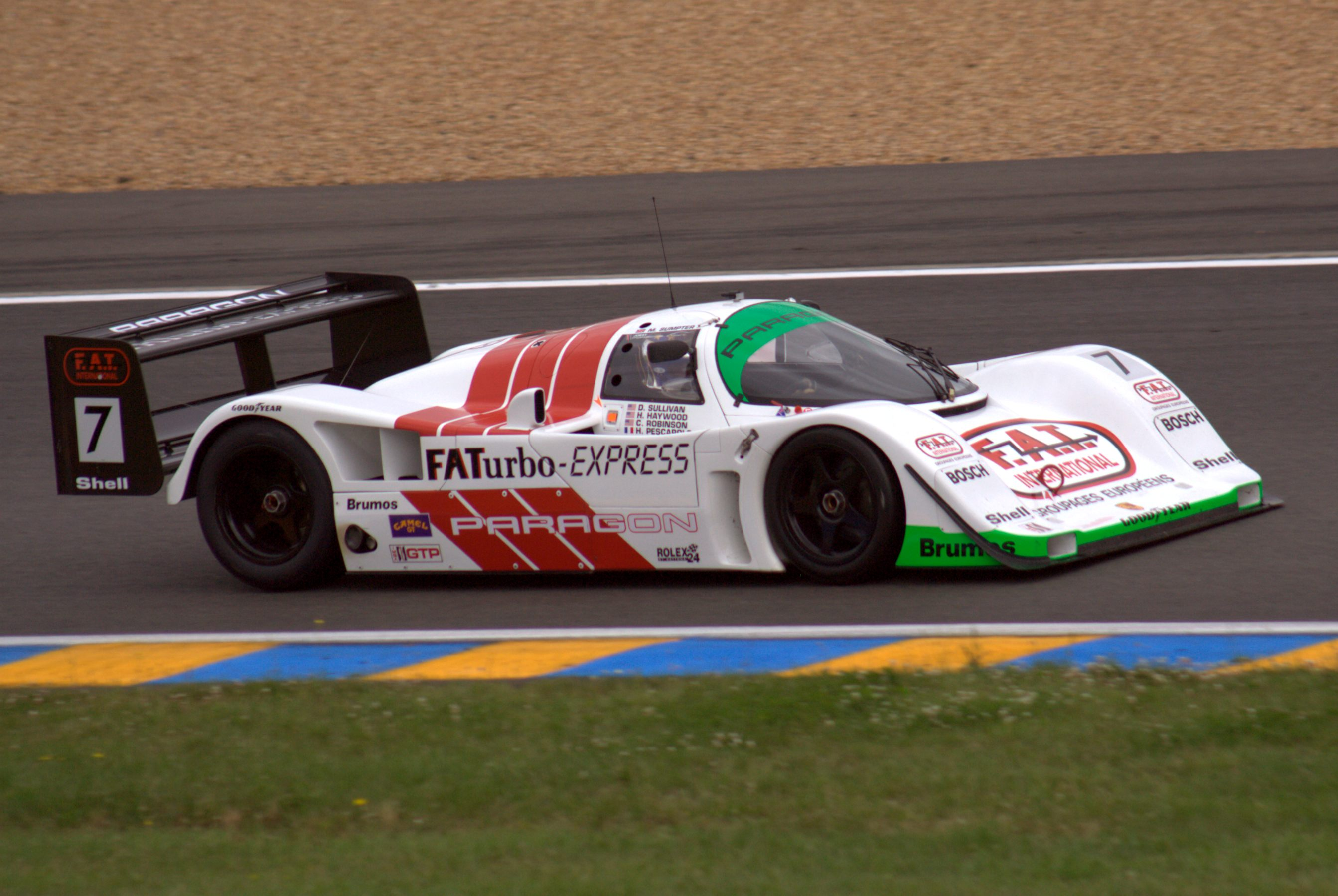
Порше 962С — наиболее многочисленный представитель группы С

Группа С — класс спортивных автомобилей, спортпрототипов, существовавших в 1982—1993 годах.

## Рождение Группы С
В 1982 году ФИА отменила прежнее деление гоночных автомобилей на группы, и заменила их новыми. В частности, взамен группы 5 («силуэты» и ГТ) и группы 6 (открытые спортпрототипы) была введена Группа С. Чемпионат Мира среди Спортивных Автомобилей, в котором были представлены обе прежние группы, был в глубоком кризисе, не вызывая энтузиазма ни у производителей, ввиду больших затрат, необходимых для соперничества с лидером «Порше», ни у зрителей, ввиду доминирования одной марки.
Технические требования к автомобилям Группы С были довольно либеральными. Это должен был быть закрытый спортпрототип, построенный в любом количестве. Максимальная длина определялась в 4800 мм, ширина — в 2000 мм, высота должна была быть от 1000 мм до 1100 мм (замерялась по лобовому стеклу выпуклой формы). Аэродинамические элементы должны были быть не выше максимальной высоты. Минимальная масса 800 кг. Тип подвески не ограничивался, ширина колёс не должна была превышать 406 мм.
Двигатели допускались любые, но на основе серийного блока цилиндров, омологированного в группе А или группе В. Для уравнивания по мощности ФИА ввело ограничение по количеству топлива на гонку, что дало основания называть такие гонки «гонками на экономичность». Это примерно уравняло шансы разных моторов и позволило использовать самые разнообразные схемы — от сверхнаддутых 3-литровых 6-цилиндровых «бокстеров» Порше, до огромных 12-цилиндровых 7-литровых атмосферных «Ягуаров». Регламент позволял участие автомобилей даже с роторными двигателями, с которыми работала Мазда.
Кроме того, эти автомобили допускались также и на американские гонки, ибо соответствовали регламенту близкой группы GTP американской IMSA, санкционирующей гонки на выносливость в Северной Америке.
Кроме самой Группы С, получившей название С1, была создана и младшая группа С2, в которой выступали преимущественно частные команды. В ней использовались уже устаревшие для Формулы-1 восьмицилиндровые двигатели Coswort DFV и рядные «шестерки» от БМВ, разработанные когда-то для БМВ М1.

## Гибель группы С
Пытаясь покончить с доминированием автомобилей «Порше» (их на старт 24 часов Ле-Мана выходило свыше половины пелетона), ФИА модифицировало группу С в 1989 году. Была отменена группа С2, а группа С1 должна была использовать безнадувные двигатели объёмом 3,5 литра, такие же, как в Формуле 1. Призванная привлечь других производителей, эта мера отпугнула их: двигатели Формулы 1 были сложными и дорогими. Производители стали покидать серию, а болельщики трибуны. Не помогло и сокращение дистанции гонок до 300 км — уровня Формулы 1. В 1992 г. на старт 24 часового марафона в Ле-Мане вышли только 2 производителя, построившие машины по новым правилам — Тойота и Пежо, причем финишировала только одна машина Пежо-905В. Чтобы заполнить стартовую решетку, организаторы даже разрешили участие машин прежней спецификации. ФИА отказалась проводить Чемпионат Мира по гонкам на выносливость, предложив Пежо взять на себя эти расходы. Французская фирма согласилась, ведь это был единственный шанс дать их машинам побеждать, но в следующем году Чемпионат Мира был отменен. Автомобили Группы С ещё раз появились на гонке в Ле-Мане, а в 1994 г. фирма Dauer омологировала Порше962С для дорожной эксплуатации и заявила его в Ле-Ман как автомобиль категории ГТ, благодаря чему и победила.
В наши дни оставшиеся автомобили Группы С разошлись по коллекциям и время от времени собираются на различные исторические гонки. Знатоки считают эти автомобили одними из самых красивых специально созданных гоночных автомобилей.

## Гонки автомобилей Группы С
Кроме чемпионата мира среди спортивных машин (позже чемпионата мира по гонкам на выносливость), автомобили Группы С выходили на старт гонок и других серий. Так, они участвовали в немецком чемпионате ДРМ, с 1982 по 1985 гг., а затем в его преемнике — Суперкубке (1986—1989 гг.). Гонялись они и в европейской Интерсерии, до 1989 г., несмотря на некоторое различие техтребований. В Англии существовал чемпионат Thundersport, в котором выступали автомобили Группы С2.

## Автомобили Группы С
- ADA
  - 01, 03
- Alba
  - AR2, AR3, AR4, AR5, AR6, AR20
- ALD
  - 02, 03, 04, C289, C91
- Allard
  - J2X-C
- Argo
  - JM19, JM19B, JM19C
- Aston Martin
  - AMR1
- Bardon
  - DB1
- BRM
  - P351
- Brun
  - C91
- Cheetah
  - G604
- Chevron
  - B36, B62
- Courage Competition (под маркой Cougar)
  - C01, C01B, C02, C12, C20, C20B, C20S, C22, C22LM, C24S, C26S, C28LM, C30LM, C32LM
- De Cadenet (вместе с Lola)
  - LM
- Dome
  - RC82, RC83, 85C, 86C
- Ecosse
  - C284, C285, C286
- EMKA
  - C83/1, C84/1
- Ford
  - C100
- Gebhardt
  - JC843, JC853, C91
- Grid
  - S1, S2
- Jaguar
  - XJR-5, XJR-6, XJR-8, XJR-9, XJR-11, XJR-12, XJR-14
- Konrad
  - KM-011
- Kremer
  - CK5
- Lancia
  - LC1, LC2
- Lola
  - T610, T616, T92/10
- Lotec
  - C302, M1C
- March
  - 82G, 84G, 85G, 88S
- Mazda
  - 717C, 727C, 737C, 757, 767, 767B, 787, 787B, MXR-01
- Mercedes-Benz (вместе с Заубер)
  - C11, C291
- Nimrod
  - NRA/C2
- Nissan
  - R85V, R86V, R87E, R88C, R89C, R90CP, R90CK, R91CP, R92CP
- Olmas
  - GLT-200
- Peugeot
  - 905, 905 Evo
- Porsche
  - 936C, 936J, 956, 962C, 962CK6
- ROC
  - 002
- Rondeau
  - M379, M382, M482
- Royale
  - RP40
- Sauber
  - SHS C6, C7, C8, C9
- Spice
  - SE86C, SE88C, SE87C, SE89C, SE90C
- Sthemo
  - SM01, SMC2
- Strandell
  - 85
- Tiga
  - GC84, GC85, GC286, GC287, GC288, GC289
- Toyota
  - 87C, 88C, 88C-V, 89C-V, 90C-V, 91C-V, 92C-V, 93C-V, 94C-V, TS010
- URD
  - C81, C83
- WM
  - P82, P83, P85, P86, P87, P88, P489